# Areca
Genre
Classification phylogénétique
Areca (Linné, 1753) est un genre de palmiers à feuilles pennées, de la famille des Arecaceae et originaire des forêts tropicales de Chine et d'Inde. Son espèce la plus connue est le palmier à bétel.

## Aspects botaniques

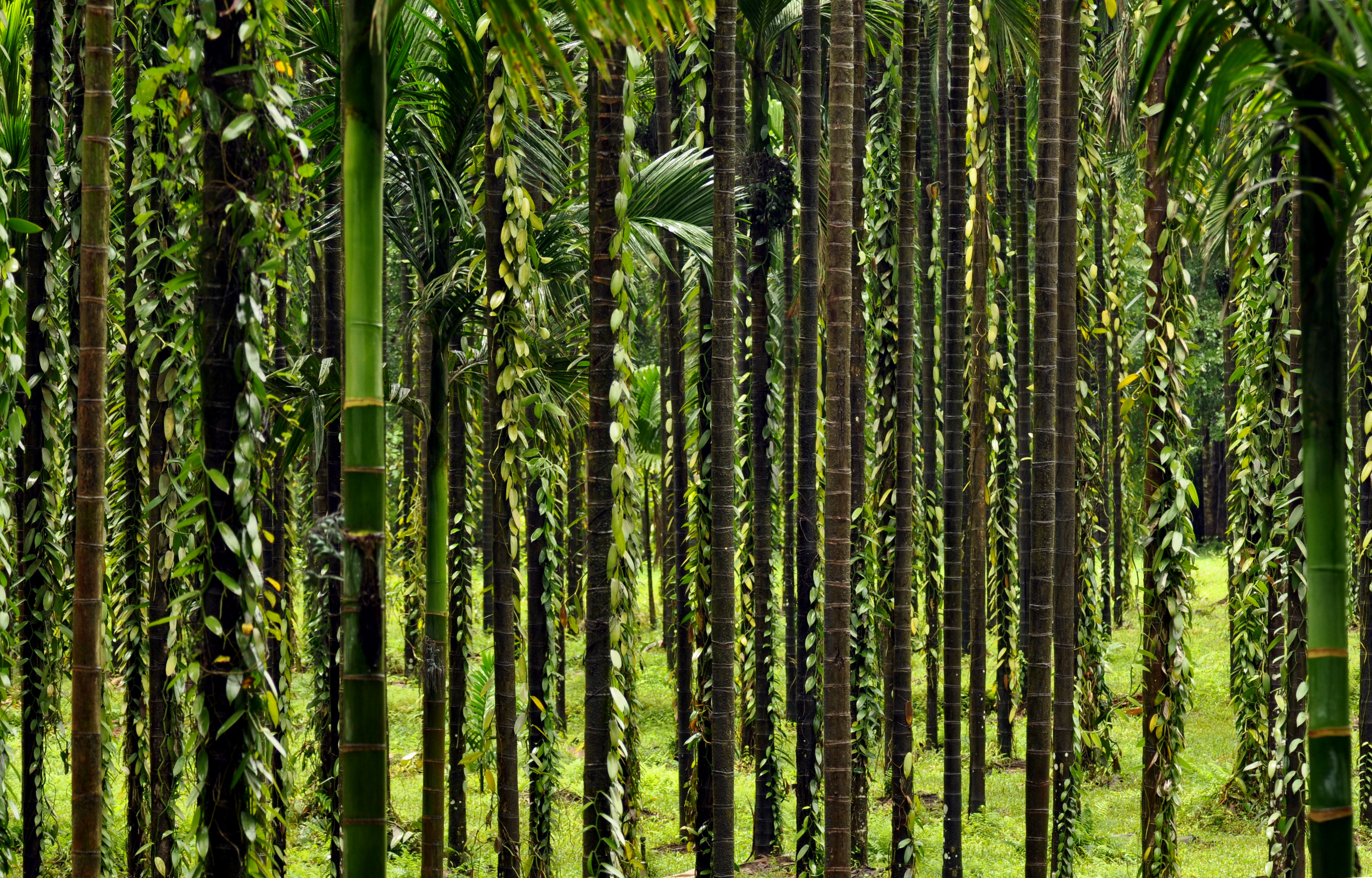
Arecas avec des pousses de vanille. Dans le District de Shimoga, Inde.

L'areca est composé de stipes, assez minces (20 cm environ) et recouverts de cicatrices annelées, de 15-25 m et pouvant atteindre 30 mètres de hauteur. Ses feuilles sont pennées, avec des pointes pouvant être émoussées, coupées ou dentées. L’inflorescence contient des fleurs mâles et femelles.

## Habitat
- Le genre affectionne les régions tropicales chaudes et humides. La plupart des espèces vivent dans les forêts tropicales, en milieu ombragé.
- Distribution : Inde orientale, Sri Lanka, Asie du Sud-Est, Queensland (Australie), Îles Salomon…

## Ennemi de culture
La cochenille farineuse affectionne cette plante.

## Classification
- Famille des Arecaceae
  - Sous-famille des Arecoideae
    - Tribu des Areceae
      - Sous-tribu des Arecinae

Il partage sa sous-tribu avec les genres suivants : Loxococcus, Gronophyllum, Siphokentia, Hydriastele, Gulubia, Nenga, Pinanga.

## Espèces
- Areca abdulrahmanii J.Dransf., Bot. J. Linn. Soc. 81: 33 (1980).
- Areca ahmadii J.Dransf., Kew Bull. 39: 4 (1984).
- Areca andersonii J.Dransf., Kew Bull. 39: 6 (1984).
- Areca arundinacea Becc., Malesia 1: 23 (1877).
- Areca brachypoda J.Dransf., Kew Bull. 39: 8 (1984).
- Areca caliso Becc., Leafl. Philipp. Bot. 8: 2998 (1919).
- Areca camarinensis Becc., Philipp. J. Sci. 14: 309 (1919).
- Areca catechu L., Sp. Pl.: 1189 (1753).
- Areca celebica Burret, Repert. Spec. Nov. Regni Veg. 32: 115 (1933).
- Areca chaiana J.Dransf., Kew Bull. 39: 10 (1984).
- Areca concinna Thwaites, Enum. Pl. Zeyl.: 328 (1864).
- Areca congesta Becc., Bot. Jahrb. Syst. 58: 441 (1923).
- Areca costulata Becc., Philipp. J. Sci. 14: 310 (1919).
- Areca dayung J.Dransf., Bot. J. Linn. Soc. 81: 30 (1980).
- Areca furcata Becc., Malesia 1: 23 (1877).
- Areca guppyana Becc., Webbia 4: 258 (1914).
- Areca hutchinsoniana Becc., Philipp. J. Sci. 14: 312 (1919).
- Areca insignis (Becc.) J.Dransf., Kew Bull. 39: 13 (1984).
- Areca ipot Becc., Leafl. Philipp. Bot. 2: 639 (1909).
- Areca jobiensis Becc., Malesia 1: 21 (1877).
- Areca jugahpunya J.Dransf., Kew Bull. 39: 13 (1984).
- Areca kinabaluensis Furtado, Repert. Spec. Nov. Regni Veg. 33: 228 (1933).
- Areca klingkangensis J.Dransf., Kew Bull. 39: 15 (1984).
- Areca laosensis Becc., Webbia 3: 191 (1910).
- Areca ledermanniana Becc., Bot. Jahrb. Syst. 58: 441 (1923).
- Areca macrocalyx Zipp. ex Blume, Rumphia 2: 75 (1839).
- Areca macrocarpa Becc., Philipp. J. Sci., C 4: 601 (1909).
- Areca minuta Scheff., Ann. Jard. Bot. Buitenzorg 1: 146 (1876).
- Areca montana Ridl., Mat. Fl. Malay. Penins. 2: 136 (1907).
- Areca multifida Burret, Notizbl. Bot. Gart. Berlin-Dahlem 13: 331 (1936).
- Areca nannospadix Burret, J. Arnold Arbor. 12: 265 (1931).
- Areca nigasolu Becc., Webbia 4: 256 (1914).
- Areca novohibernica (Lauterb.) Becc., Bot. Jahrb. Syst. 52: 23 (1914).
- Areca oxycarpa Miq., Verh. Kon. Ned. Akad. Wetensch., Afd. Natuurk. 11(5): 1 (1868).
- Areca parens Becc., Philipp. J. Sci. 14: 307 (1919).
- Areca rechingeriana Becc., Webbia 3: 163 (1910).
- Areca rheophytica J.Dransf., Kew Bull. 39: 18 (1984).
- Areca ridleyana Becc. ex Furtado, Repert. Spec. Nov. Regni Veg. 33: 236 (1933).
- Areca rostrata Burret, Notizbl. Bot. Gart. Berlin-Dahlem 12: 322 (1935).
- Areca salomonensis Burret, Notizbl. Bot. Gart. Berlin-Dahlem 13: 70 (1936).
- Areca subacaulis (Becc.) J.Dransf., Kew Bull. 29: 20 (1984).
- Areca torulo Becc., Webbia 4: 253 (1914).
- Areca triandra Roxb. ex Buch.-Ham., Mem. Wern. Nat. Hist. Soc. 5: 310 (1826).
- Areca tunku J.Dransf. & C.K.Lim, Principes 36: 81 (1992).
- Areca vestiaria Giseke, Prael. Ord. Nat. Pl.: 78 (1792).
- Areca vidaliana Becc., Philipp. J. Sci., C 2: 222 (1907).
- Areca warburgiana Becc., Bot. Jahrb. Syst. 52: 24 (1914).
- Areca whitfordii Becc., Philipp. J. Sci., C 2: 219 (1907).

Areca andersonii, Areca chaiana, Areca concinna, Areca guppyana, Areca hutchinsoniana, Areca ipot, Areca macrocarpa, Areca parens et Areca whitfordii sont des espèces menacées, selon la Liste rouge de l'UICN.